# The Principal - Una classe violenta
The Principal - Una classe violenta (The Principal) è un film statunitense del 1987 diretto da Christopher Cain.

## Trama
Rick Latimer è un insegnante di scuola superiore con problemi di alcool. Una notte Rick tenta di picchiare il nuovo compagno dell'ex moglie, finendo col distruggergli l'automobile con una mazza da baseball. Per punirlo, i suoi superiori lo fanno diventare preside di una scuola di periferia, famosa per essere in mano a gang di teppisti. Appena arrivato, Rick capisce che esistono due bande rivali: quella del nero Victor Duncan e quella del bianco Zac. Latimer è deciso a ristabilire un minimo di disciplina, ma gli insegnanti, troppo spaventati, non lo vogliono seguire; solo il capo sorvegliante Jake Phillips è disposto ad aiutarlo. Dopo una caotica assemblea d'istituto, la situazione sembra cambiare, con l'assunzione di nuovi addetti alla sicurezza che impediscono lo spaccio di droghe nei corridoi e con gli studenti che vengono obbligati a partecipare alle lezioni. La situazione però precipita: prima dei teppisti distruggono la moto di Rick; poi un'insegnante, la signorina Orozco, rischia di essere violentata da Zac ma è salvata dall'intervento del preside, che fa arrestare il criminale. Adesso Victor non ha quasi più rivali, deve solo eliminare Latimer; per dare un esempio della sua forza, fa picchiare brutalmente un ex membro della sua banda che approvava i metodi del preside. La reazione di Rick non si fa attendere, con la resa dei conti finale che avviene all'interno della scuola. Dopo un rocambolesco inseguimento, Rick affronta Victor e lo prende a pugni: il teppista viene arrestato e la scuola può essere gestita da Latimer senza più minacce da parte delle gang.